# 微米
微米（英式英语：Micrometre，美式英语：Micrometer）是长度单位，符号。1微米相当于1米的一百萬分之一（10-6，此即為「微」的字義）。此外，在ISO 2955的国际标准中，“u”已经被接纳为一个代替“μ”来代表10-6的国际单位制符号。微米是红外线波长、细胞大小、细菌大小等的数量级。

## 换算的關係
- 1,000,000 皮米（pm）= 1微米
- 1,000 纳米（nm）= 1微米
- 0.001 毫米（mm）= 1微米
- 0.000 1 厘米（cm）= 1微米
- 0.000,01 分米（dm）= 1微米
- 0.000,001 米（m）= 1微米
- 0.000,000 001 公里（km）= 1微米
- 0.000,001微米 = 1 皮米（pm）
- 0.001微米 = 1 纳米（nm）
- 1,000微米 = 1 毫米（mm）
- 10,000微米 = 1 厘米（cm）
- 100,000微米 = 1 分米（dm）
- 1,000,000微米 = 1 米（m）
- 1,000,000,000微米 = 1 公里（km）